# 澤野外茂次

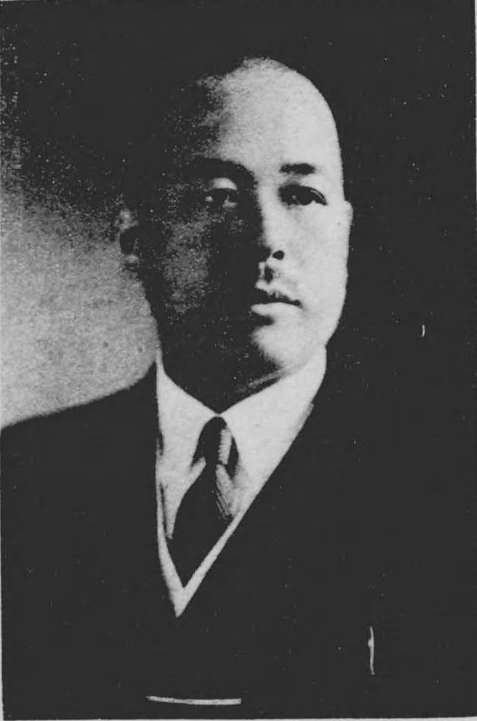
澤野 外茂次

澤野 外茂次（さわの ともじ、1889年（明治22年）12月23日 - 1954年（昭和29年）4月19日）は、大正から昭和時代前期の政治家、実業家。石川県金沢市長。

## 経歴・人物
澤野佐平の次男として金沢市に生まれる。
1921年（大正10年）12月に金沢市会議員に当選後、4期当選。1927年（昭和2年）9月に石川県会議員に当選後、3期当選。1929年（昭和4年）12月、金沢市会議長に就任し、2期務める。1932年（昭和7年）、全国市会議長会（現全国市議会議長会）初代会長に就任。のち、1936年（昭和11年）7月30日、金沢市長に就任した。その後、1942年（昭和17年）3月に大政翼賛会石川県支部常務委員に就任した。終戦直後に金沢市長を退任し、間もなく公職追放となった。
ほか、所得税調査委員、大日本化学工業・北陸毎日新聞各取締役、北陸配電・大正製薬所各相談役など要職を歴任した。